# 아일랜드 방위군
아일랜드 방위군(아일랜드어: Óglaigh na hÉireann, 영어: Irish Defence Forces)는 아일랜드의 군사이다. 아일랜드 육군, 아일랜드 해군, 아일랜드 공군으로 구성되어 있다. 아일랜드어 공식 명칭인 Óglaigh na hÉireann는 아일랜드 독립전쟁 당시 창설된 아일랜드 공화국군 때부터 사용되어 온 것이다.

## 같이 보기
- 건축물
  - 아일랜드 국립미술관
  - 아일랜드 국립박물관
- 나라
  - 아일랜드 공화국
- 군사비 지출에 따른 나라 목록
- 아일랜드의 역사
- 오글리 너 헤런